# Dracula iricolor
Dracula iricolor es una especie de orquídea epifita. Esta especie se distribuye en Colombia y Venezuela.

## Descripción
Es una orquídea de tamaño pequeño, con hábito de epifita y con ramicaules delgados, erguidos, que están envuelto basalmente por 2-3 vainas sueltas, tubulares y que llevan una sola hoja, apical, erecta, delgadamente coriáceas, carinada, estrechamente elíptica, aguda, que se estrecha gradualmente abajo en la base peciolada conduplicada. Florece en invierno y primavera en una inflorescencia delgada, erguida, de 15 a 20 cm de largo, con sucesivamente pocas flores que surgen de la parte baja en el ramicaule y llevando unas pocas brácteas y una floral inflorescencia con brácteas simples producidos en serie.

## Distribución y hábitat
Se encuentra en Colombia y Ecuador en los bosques nubosos en las elevaciones de 900 a 2600 metros.  

## Taxonomía
Dracula iricolor fue descrita por (Rchb.f.) Luer & R.Escobar y publicado en Selbyana 7: 65. 1982.
Etimología
Dracula: nombre genérico que deriva del latín y significa: "pequeño dragón", haciendo referencia al extraño aspecto que presenta con dos largas espuelas que salen de los sépalos.
iricolor; epíteto latíno que significa "con el color del arco iris".
Sinonimia
- Dracula quilichaoensis (F.Lehm. & Kraenzl.) Luer
- Dracula trichroma Hermans
- Masdevallia iricolor Rchb.f.
- Masdevallia quilichaoensis F.Lehm. & Kraenzl.
- Masdevallia trichroma Schltr.
- Masdevallia tricolor Rchb. f.